# Catharopeza
Catharopeza là một chi chim trong họ Parulidae.